# K League 1
Die K League 1 ist die höchste Spielklasse im südkoreanischen Fußball.

## Geschichte

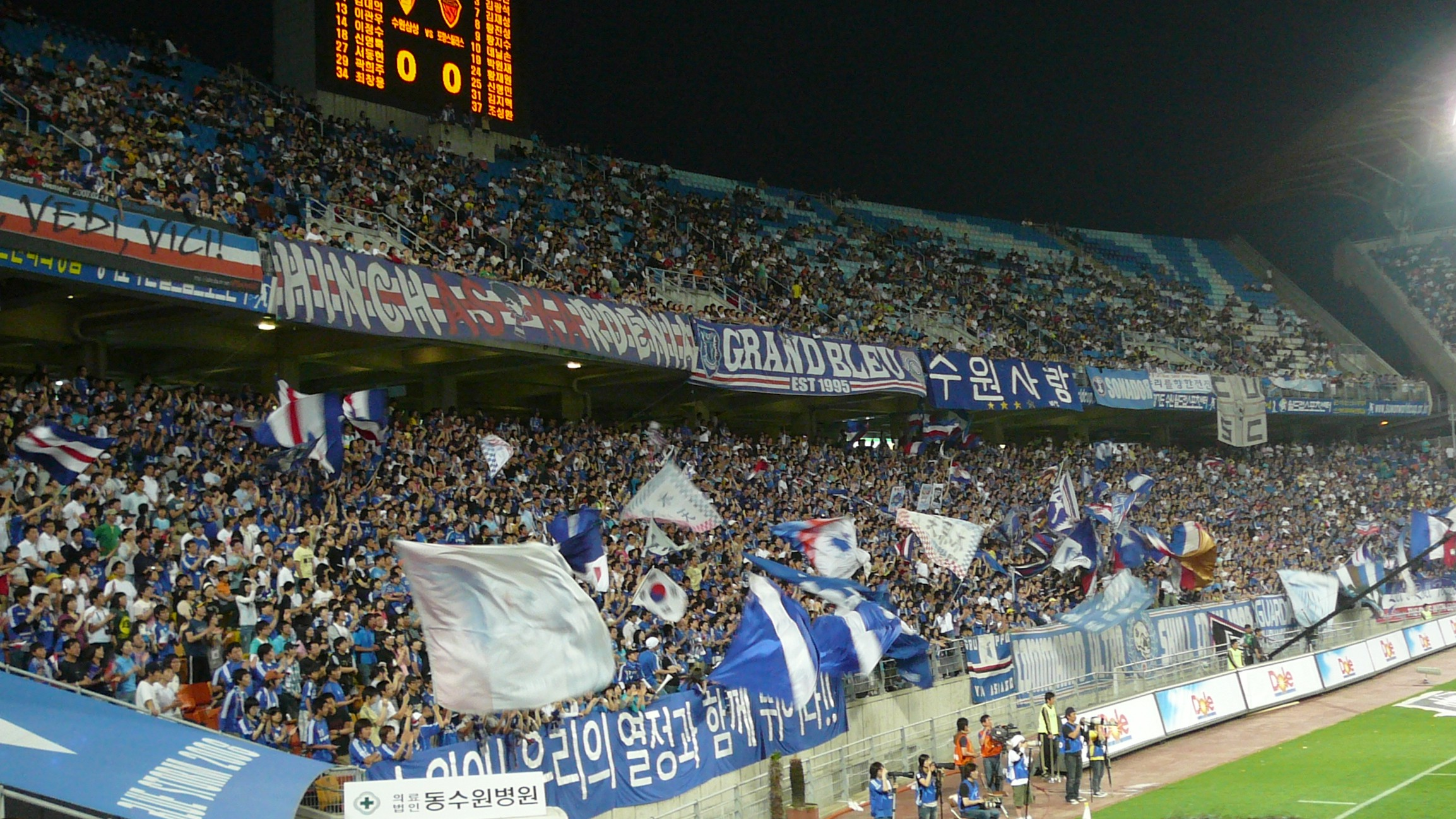
Fans in Südkorea

Die K League 1 wurde 1983 als K-League gegründet und ist damit die älteste Profiliga des asiatischen Fußballs. Die fünf Gründungsmitglieder waren Hallelujah, Daewoo, POSCO, Yukong und Kookmin Bank. Den ersten Meistertitel gewann Hallelujah mit einem Punkt vor Daewoo. Die Liga wurde seither regelmäßig erweitert.
Die meisten Mannschaften gehören südkoreanischen Jaebeols (Mischkonzernen) und tragen daher deren Namen. In jüngster Zeit wurde versucht, die Identifikation der Fans mit den Klubs durch Hinzufügung der Ortsnamen zu verbessern. So wurde Daewoo z. B. im Laufe der Jahre zu Daewoo Royals, Busan Daewoo Royals, Busan I'Cons, und schließlich Busan I'Park.
Bis 2012 war die K-League die einzige Profiliga in Südkorea und umfasste nach der letzten Erweiterung 2011 16 Teams. Von 2007 bis 2011 wurde der Meister in einem komplizierten Play-off-System ermittelt. Dabei war der Erste der Tabelle fürs Finale gesetzt, der Zweite für das Halbfinale. Der Dritte spielt gegen den Sechsten und der Fünfte gegen den Vierten. Die Sieger aus diesen beiden Spielen trafen aufeinander, der Sieger dieses Spiels traf im Halbfinale auf den Zweiten und dieser Sieger stellte sich im Finale dem Ersten der Tabelle.
2012 wurde der Modus geändert. Die Playoffs wurden abgeschafft. 2012 spielte stattdessen jedes Team zunächst eine Doppelrunde (30 Spieltage). Die Mannschaften auf den Plätzen 1 bis 8 absolvierten im Anschluss eine Meisterrunde. Sie spielten eine Doppelrunde gegeneinander (14 Spieltage). Die Mannschaften auf den Plätzen 9 bis 16 absolvierten eine Abstiegsrunde. Auch sie spielten eine Doppelrunde gegeneinander (14 Spieltage). Die Mannschaften auf den Plätzen 15 und 16 stiegen in die neugegründete K League Challenge ab. Die Punkte aus den 30 Spielen wurden jeweils vollständig in die Meister- und in die Abstiegsrunde mitgenommen. 2013 gibt es den gleichen Modus mit 14 Teams (Platz 1–7: Meisterrunde; Platz 8–14: Abstiegsrunde). Die Liga wurde erneut reduziert. 2014 gibt es daher nur noch 12 Mannschaften (Platz 1–6: Meisterrunde; Platz 7–12: Abstiegsrunde). Der Auf- und Abstieg zwischen K League Classic und K League Challenge erfolgte 2013 erstmals über eine Relegation, wobei der Meister der zweithöchsten Klasse gegen den drittletzten der höchsten Klasse antreten musste. Die ersten beiden Relegationsspiele trug der Gangwon FC gegen den Sangju Sangmu FC aus, wobei sich mit Sangmu der Meister der K League Challenge durchsetzte. Seit der Saison 2014 steigt der Meister der K League Challenge direkt auf, während die 2. bis 4. Platzierten in den Play-offs gegeneinander spielen. Der Gewinner der Play-offs spielt in der Relegation gegen den Zweitschlecht-Platziertesten der K Leage Classic. Der Gewinner dieser Relegation spielt in der darauffolgenden Saison in der K League Classic. Aufgrund der Einführung der K League Challenge heißt die Liga seit 2013 K League Classic. Die vier bestplatzierten Mannschaften nehmen in der folgenden Saison an der AFC Champions League teil.

## Meisterhistorie
| Saison | Meister                 | Vizemeister             |
| ------ | ----------------------- | ----------------------- |
| 1983   | Hallelujah FC           | Daewoo Royals           |
| 1984   | Daewoo Royals           | Yukong Elephants        |
| 1985   | Lucky-Goldstar Hwangso  | POSCO Atoms             |
| 1986   | POSCO Atoms             | Lucky-Goldstar Hwangso  |
| 1987   | Daewoo Royals           | POSCO Atoms             |
| 1988   | POSCO Atoms             | Hyundai Horang-i        |
| 1989   | Yukong Elephants        | Lucky-Goldstar Hwangso  |
| 1990   | Lucky-Goldstar Hwangso  | Daewoo Royals           |
| 1991   | Daewoo Royals           | Hyundai Horang-i        |
| 1992   | POSCO Atoms             | Ilhwa Chunma            |
| 1993   | Ilhwa Chunma            | LG Cheetahs             |
| 1994   | Ilhwa Chunma            | Yukong Elephants        |
| 1995   | Ilhwa Chunma            | Pohang Atoms            |
| 1996   | Hyundai Horang-i        | Suwon Samsung Bluewings |
| 1997   | Busan Daewoo Royals     | Jeonnam Dragons         |
| 1998   | Suwon Samsung Bluewings | Hyundai Horang-i        |
| 1999   | Suwon Samsung Bluewings | Busan Daewoo Royals     |
| 2000   | Anyang LG Cheetahs      | Bucheon SK              |
| 2001   | Seongnam Ilhwa Chunma   | Anyang LG Cheetahs      |
| 2002   | Seongnam Ilhwa Chunma   | Hyundai Horang-i        |
| 2003   | Seongnam Ilhwa Chunma   | Hyundai Horang-i        |
| 2004   | Suwon Samsung Bluewings | Pohang Steelers         |
| 2005   | Hyundai Horang-i        | Incheon United          |
| 2006   | Seongnam Ilhwa Chunma   | Suwon Samsung Bluewings |
| 2007   | Pohang Steelers         | Seongnam Ilhwa Chunma   |
| 2008   | Suwon Samsung Bluewings | FC Seoul                |
| 2009   | Jeonbuk Hyundai Motors  | Seongnam Ilhwa Chunma   |
| 2010   | FC Seoul                | Jeju United             |
| 2011   | Jeonbuk Hyundai Motors  | Ulsan Hyundai           |
| 2012   | FC Seoul                | Jeonbuk Hyundai Motors  |
| 2013   | Pohang Steelers         | Ulsan Hyundai           |
| 2014   | Jeonbuk Hyundai Motors  | Suwon Samsung Bluewings |
| 2015   | Jeonbuk Hyundai Motors  | Suwon Samsung Bluewings |
| 2016   | FC Seoul                | Jeonbuk Hyundai Motors  |
| 2017   | Jeonbuk Hyundai Motors  | Jeju United             |
| 2018   | Jeonbuk Hyundai Motors  | Gyeongnam FC            |
| 2019   | Jeonbuk Hyundai Motors  | Ulsan Hyundai           |
| 2020   | Jeonbuk Hyundai Motors  | Ulsan Hyundai           |
| 2021   | Jeonbuk Hyundai Motors  | Ulsan Hyundai           |
| 2022   | Ulsan Hyundai           | Jeonbuk Hyundai Motors  |
| 2023   | Ulsan Hyundai           | Pohang Steelers         |
| 2024   | Ulsan HD FC             | Gangwon FC              |

## Meistertitel Rangliste

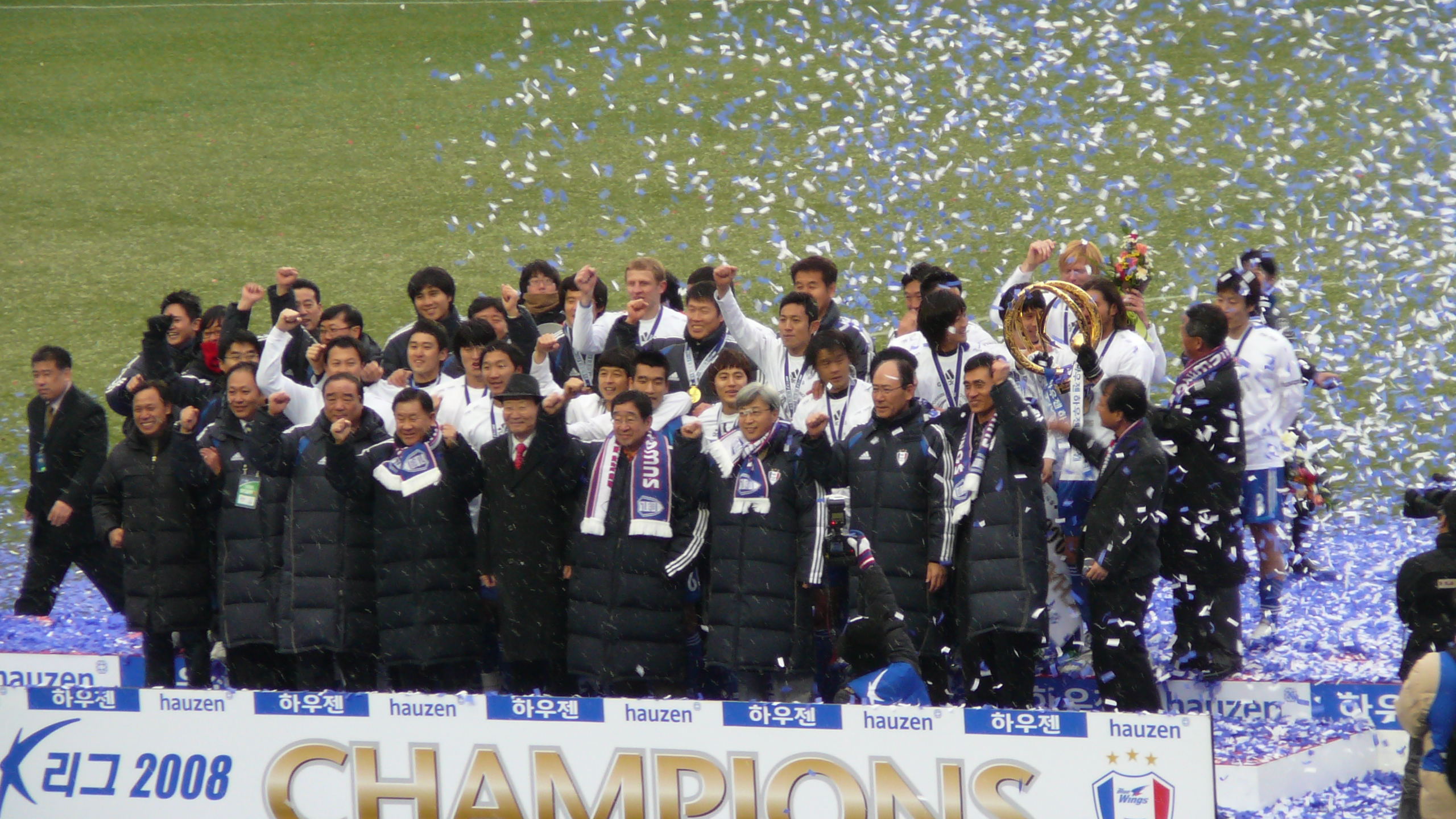
Suwon Samsung Bluewings, Meister 2008

| Rang | Franchise               | Titel | Jahr(e)                                              |
| ---- | ----------------------- | ----- | ---------------------------------------------------- |
| 1    | Jeonbuk Hyundai Motors  | 9     | 2009, 2011, 2014, 2015, 2017, 2018, 2019, 2020, 2021 |
|      | Seongnam FC             | 7     | 1993, 1994, 1995, 2001, 2002, 2003, 2006             |
| 3    | FC Seoul                | 6     | 1985, 1990, 2000, 2010, 2012, 2016                   |
| 4    | Pohang Steelers         | 5     | 1986, 1988, 1992, 2007, 2013                         |
|      | Ulsan Hyundai           | 5     | 1996, 2005, 2022, 2023, 2024                         |
| 5    | Busan IPark             | 4     | 1984, 1987, 1991, 1997                               |
|      | Suwon Samsung Bluewings | 4     | 1998, 1999, 2004, 2008                               |
| 8    | Hallelujah FC           | 1     | 1983                                                 |
|      | Jeju United             | 1     | 1989                                                 |

## Franchises 2020
| Wappen | Franchise                                  | Stadt     | Stadion                   | Plätze |
| ------ | ------------------------------------------ | --------- | ------------------------- | ------ |
|        | FC Seoul FC 서울                           | Seoul     | Seoul-World-Cup-Stadion   | 66.706 |
|        | Gwangju FC 광주 FC                         | Gwangju   | Gwangju-World-Cup-Stadion | 40.000 |
|        | Ulsan Hyundai 울산 현대 호랑이             | Ulsan     | Ulsan-Munsu-Stadion       | 44.466 |
|        | Suwon Samsung Bluewings 수원 삼성 블루윙즈 | Suwon     | Suwon-World-Cup-Stadion   | 43.959 |
|        | Jeonbuk Hyundai Motors 전북 현대 모터스    | Jeonbuk   | Jeonju-World-Cup-Stadion  | 42.477 |
|        | Busan IPark FC 부산 아이파크 FC            | Busan     | Busan-Gudeok-Stadion      | 24.363 |
|        | Pohang Steelers 포항 스틸러스              | Pohang    | Steel-Yard-Stadion        | 25.000 |
|        | Incheon United 인천 유나이티드             | Incheon   | Incheon-Fußballstadion    | 20.891 |
|        | Daegu FC 대구 FC                           | Daegu     | Daegu-Stadion             | 66.422 |
|        | Gangwon FC 강원 FC                         | Gangneung | Gangneung-Stadion         | 30.000 |
|        | Sangju Sangmu FC 상주 상무 프로축구단      | Sangju    | Sangju-Stadion            | 15.042 |
|        | Seongnam FC 성남 FC                        | Seongnam  | Tancheon-Stadion          | 16.146 |

## Bekannte Spieler
- Ahn Jung-hwan (Busan IPark)
- Lee Young-pyo (FC Seoul)
- Alpay Özalan (Incheon United)
- Hong Myung-bo (Pohang Steelers)
- Li Weifeng (Suwon Samsung Bluewings)
- Ognjen Koroman (Incheon United)
- Frank Lieberam (Ulsan Hyundai)
- Paulo Rink (Jeonbuk Hyundai Motors)
- Lee Jae-sung (Jeonbuk Hyundai Motors)
- Server Djeparov (FC Seoul)
- Rade Bogdanović (Pohang Steelers)
- Edu (Suwon Samsung Bluewings)

## Zuschauerzahlen
In der regulären Saison 2019 betrug die durchschnittliche Zuschauerzahl 8.065 Personen pro Spiel.
| Saison                  | Schnitt | Spiele | Gesamt    |
| ----------------------- | ------- | ------ | --------- |
| 2010                    | 10.941  | 210    | 2.297.691 |
| 2010 Finals             | 22.402  | 6      | 134.410   |
| 2011                    | 11.292  | 240    | 2.710.056 |
| 2011 Finals             | 25.135  | 6      | 150.810   |
| 2012                    | 7.523   | 239    | 1.797.978 |
| 2012 Abstieg            | 2.364   | 42     | 99.298    |
| 2012 Meisterschaft      | 8.891   | 56     | 497.913   |
| 2013                    | 8.440   | 182    | 1.536.010 |
| 2013 Abstieg            | 2.729   | 42     | 114.631   |
| 2013 Meisterschaft      | 9.182   | 42     | 385.633   |
| 2014                    | 8.249   | 198    | 1.633.355 |
| 2014 Abstieg            | 2.231   | 15     | 33.468    |
| 2014 Meisterschaft      | 9.588   | 15     | 143.816   |
| 2015                    | 7.770   | 198    | 1.538.444 |
| 2015 Abstieg            | 2.423   | 15     | 36.339    |
| 2015 Meisterschaft      | 12.364  | 15     | 185.460   |
| 2016                    | 8.023   | 198    | 1.588.460 |
| 2016 Abstieg            | 4.484   | 15     | 67.262    |
| 2016 Meisterschaft      | 9.285   | 15     | 139.273   |
| 2017                    | 6.459   | 198    | 1.278.944 |
| 2017 Abstieg            | 2.430   | 15     | 36.447    |
| 2017 Meisterschaft      | 9.845   | 15     | 147.679   |
| 2018                    | 5.396   | 198    | 1.068.499 |
| 2018 Abstieg            | 3.894   | 15     | 58.413    |
| 2018 Meisterschaft      | 6.964   | 15     | 104.461   |
| 2019                    | 8.065   | 198    | 1.596.805 |
| 2019 Abstieg            | 4.717   | 15     | 70.749    |
| 2019 Meisterschaft      | 11.466  | 15     | 171.984   |
| Quelle: weltfussball.de |         |        |           |